# 패치 개릿
패치 개릿(영어: Patsy Garrett, 1921년 5월 4일 ~ 2015년 1월 8일)은 미국의 배우, 가수이다.
본명은 버지니아 개릿(Virginia Garrett)으로 뉴저지주 애틀랜틱시티에서 태어났으며 캘리포니아주 인디오에서 사망하였다.

## 영화
- 개구쟁이 데니스 (1987년) - 마샤 윌슨 역
- 벤지 2 - 사랑을 위하여 (1977년)
- 벤지 (1974년) - 메리 역
- 닥터 게논 (1969년)
- 소녀는 괴로워 (1969년)
- 디어 하트 (1964년)
- 나의 세 아들 (1960년)